# 土丹桑布
土丹桑布（1901年—？）。西藏拉薩人。民國35年（1946年）在西藏選區當選制憲國民大會代表，民國37年（1948年）在西藏選區當選第一屆立法委員、第一屆國民大會代表

## 生平
- 達賴山大學
- 歷任特宗宗本、後藏糧臺
- 制憲國民大會代表、主席團成員
- 羅札及西藏駐京代表
- 堪琼、西藏駐京辦事處處長
- 黑河（今那曲）總督
- 國民大會代表
- 立法委員
- 蒙藏委員會委員

未隨中華民國政府遷往臺灣，之後狀況不明。